# セクストーション

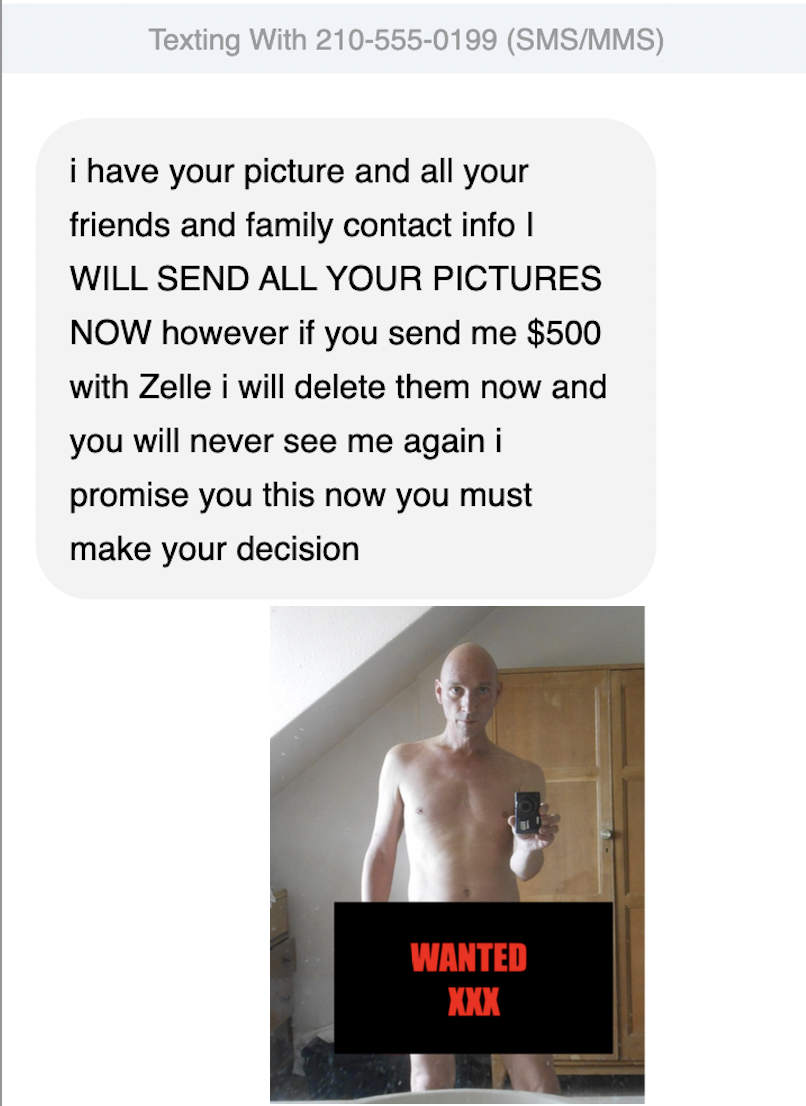
セクストーションのメッセージ文の模擬例：被害者の裸の写真や動画を入手した後、詐欺師はそれらの画像を公開する、あるいは被害者の親しい友人や家族に送ると脅迫する。その後、金銭の要求がされるも、多くの場合この詐欺ははったり（例：詐欺師はそもそも公開するつもりはない）であったり、たとえ金銭を支払っても画像や動画は実際に公開されることがある。

セクストーション（英語: sextortion）は、身体的な強制を伴わずに性的な行為を被害者から引き出すための脅迫手段を用いる「性的脅迫」行為を指す。

## 語源
セクストーションは、「性的な」という意味の「セックス（sex）」と「脅迫による金品の要求・恐喝」を指す「エクストーション（extortion）」の一部分同士を組み合わせたかばん語で、この用語が印刷物に登場した初期の一例としては、1950年のカリフォルニア州における使用が挙げられる。

## 概要
セクストーションは、性的搾取の広いカテゴリーを指しており、権力の乱用（優越的地位の濫用）を手段として用いるものや、性的な画像や動画を時には個人情報を含めて公開するとほのめかすことを脅迫の手段とする性的搾取の一形態も含まれる。
権力の乱用として使われる場合、セクストーションは汚職の一形態であり、政府関係者、裁判官、教育者、法執行官、雇用主といった権力を託された人々が、その権限により何かを与える・与えないを決められる見返りとして、性的な行為を要求するものである 。
こうした権力の乱用の例としては、許認可を与える見返りに性的行為を求める政府関係者、 成績の見返りに生徒と性的関係を結ぶ教師、就職や昇進の条件として性的関係を求める雇用主などが挙げられる。セクストーションを扱ったトランスペアレンシー・インターナショナルの報告では、現行の汚職防止法やジェンダーに基づく暴力防止法の枠組みでは、このような行為の訴追が困難であるという課題も指摘されている。
また、セクストーションは、性的な情報や画像・動画を使って被害者から金銭や性的な関係を脅し取る恐喝の形態も指す。この場合、ソーシャルメディア（SNS）やテキストメッセージが、性的な素材の出所であり、他者への公開が脅し文句として使われる。この種のセクストーションの例としては、被害者がセクスティングなどで自分のヌード画像をインターネットやSNSなどのデジタル環境（電気通信）を介して送ったところ、それを使って金銭を脅し取られたり、恐喝者との性的行為を強要されたり、カメラの前で性的なポーズを取らされたり性的な行為をさせられたり、その結果ハードコアポルノが作成されてしまうなどがあげられる。さらに、このような脅迫手段は、性的指向を隠して生活しているLGBTの人々をアウティングする目的でもしばしば使われている。
英国の国家犯罪対策庁は、特に性的な脅迫による恥や屈辱が被害者に自殺を選ばせてしまうほどの重大な影響を及ぼす可能性があることから、セクストーションのリスクについて一般市民に啓発するためのその他の取り組みに加えて、セクストーションの危険性を訴える動画を公開している。
アメリカ合衆国でも、連邦捜査局（FBI）が警報を発したり、専用のウェブページを作成するほどセクストーションの被害は増加しており、その事例は、恐喝、贈収賄、背任、汚職、性的強要、性的搾取、性的暴行、児童ポルノに係る行為、さらにコンピュータハッキングや盗聴といったさまざまな刑事法規のもとで訴追されているほか、複数の州によってセクストーション取り締まりの厳格化にむけて州法の整備が進み始めている。

## 日本での事例
日本では2022年秋頃からNGOへのセクストーション被害の相談が増加し始めた。被害者の7割は男性で、主に未成年者が狙われやすく、日本は欧米より法整備が遅れていることや、著しく精度が進化する人工知能（AI）の自動翻訳機能を使用することができるようになり言葉の壁という障壁を乗り越えることが容易になり、また国外犯の組織犯罪の形態が目立ってきたことから海外の外国人犯罪グループが日本にターゲットを移しているケースも増加しているとみられている。
セクストーションの例として、パーソナルコンピューターやスマートフォンをハッキングしたとはったりをかけ、被害者がアダルトサイトへアクセスしている姿を動画に撮ったかのように装い、その動画を公開するなどと脅迫し、動画データを削除する代わりに金銭を要求したり、言語交換アプリ、マッチングアプリ、そしてSNSなどで知り合った相手に言葉巧みに誘導され、チャットなどで被害者が自分の性的画像をその相手に送付してしまった後に、今後のやりとりを特別なアプリで行うことを提案され、アプリをインストールすると実は不正であるそのアプリによって保存されている連絡先などの個人情報を抜かれてしまい、その連絡先に画像をばらまかれるかわりに金品を要求するなどがある。
送金は、「オレオレ詐欺」と違い受け子の必要のない、電子マネーカード、キャッシュレス決済サービス、電子メールで送れるデジタルタイプのギフトカードなどで要求されることが多い。
2023年に施行された「撮影罪」によって、同意なく性的姿態を撮影する行為を処罰することが可能になったものの、同意のある性的姿態の撮影やその画像を用いた脅迫行為を明確に処罰対象とする法的環境は2025年8月時点ではまだ整っていないことから、セクストーション被害者の相談を受け付けているNPO法人ぱっぷすは被害に遭わないよう喚起を呼び掛け、「プラットフォーム運営者との情報連携や摘発ルートの強化、デジタル性暴力被害に特化した相談窓口の設置などを訴えている」。